# Plans inclinés du canal d'Elbląg

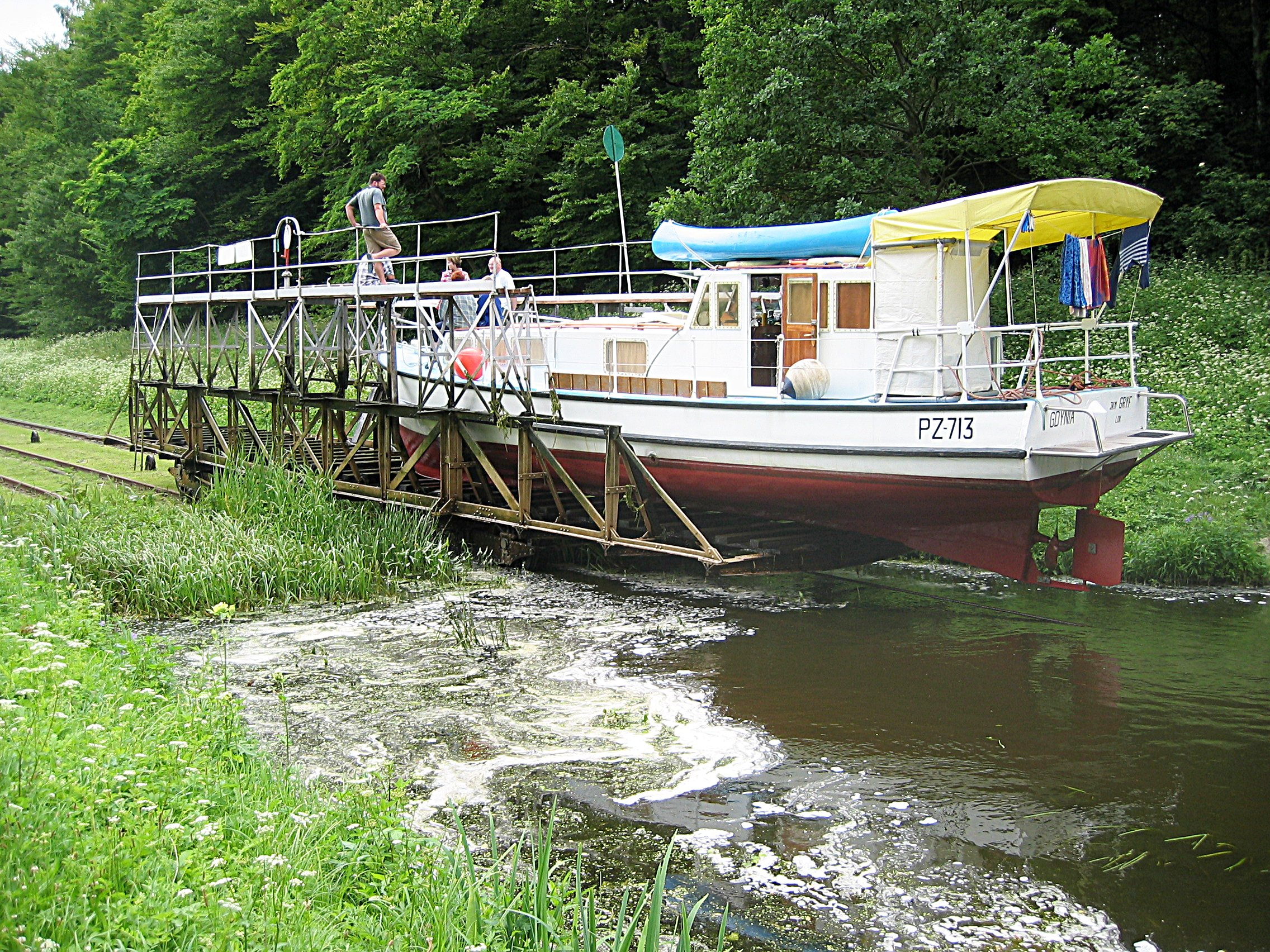
Bateau de plaisance transporté sur l'un des plans inclinés du canal d'Elblag

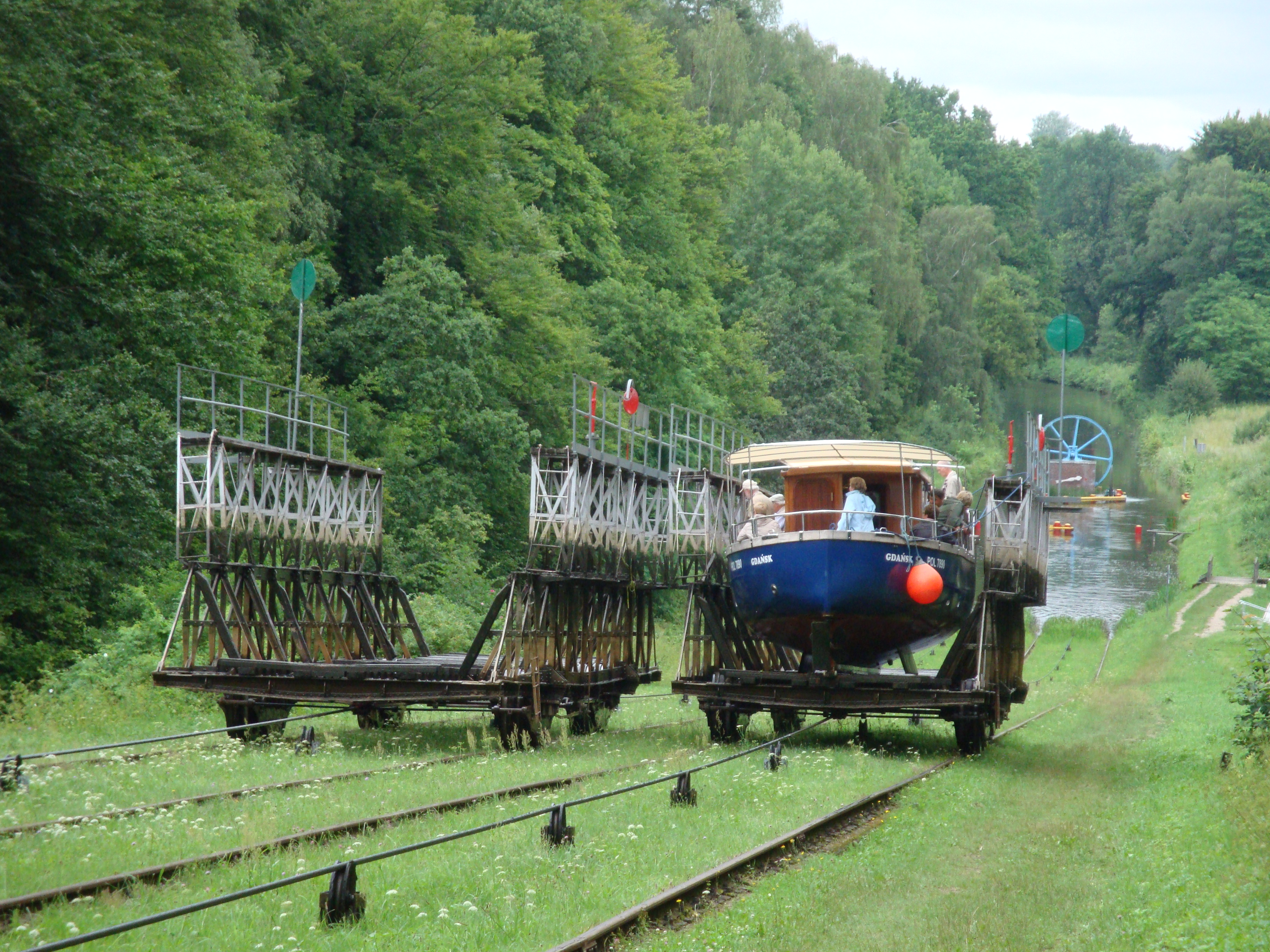

Les plans inclinés du canal d'Elbląg sont un groupe de cinq ascenseurs à bateaux à sec situés sur le canal reliant les villes d'Elbląg (polonais : Elbląg,  allemand : Elbing, vieux prussien Truso, Ilfing) à Ostróda (allemand : Osterode)  en Pologne. Le canal permet de relier les lacs Druzno et de Pinie. Le projet fut l'œuvre de l'ingénieur Georg Jakob Steenke. 
Sur ce canal, qui faisait à l'époque partie de la Prusse-Orientale, quatre plans inclinés furent d'abord construits entre 1844 et 1860, équilibrés hydrauliquement plutôt que par un contrepoids. En 1881, un cinquième plan incliné fut ajouté en remplacement d'écluses. 
Au total, un dénivelé de 99,52 mètres est compensé sur une distance de 9,6 kilomètres. Prévu pour des bateaux de 60 tonnes, le canal est actuellement essentiellement dévolu au tourisme.

## Détail des plans inclinés
Détail de l'aval vers l'amont
- Całuny Nowe (dénivellation 13,83 m)
  - allemand : Neu Kußfeld
- Jelenie (dénivellation 21,99 m)
  - allemand : Hirschfeld
- Oleśnica (dénivellation 24,20 m)
  - allemand : Schönfeld
- Kąty (dénivellation 18,88 m)
  - allemand : Kanthen
- Buczyniec (dénivellation 20,62 m)
  - allemand : Buchwalde